# The Boys from Macau
The Boys from Macau (em português:  Os rapazes de Macau) é o nome pelo qual era chamada a elitista comunidade de portugueses e luso-asiáticos que, nas décadas de 1930 e 1940 do século XX, emigrou para Hong Kong a partir de Macau.
Sendo uma classe privilegiada, quer económica quer culturalmente, os seus membros ocuparam numerosos cargos públicos e de influência, tendo desempenhado um papel muito importante no rearranque económico de Hong Kong nas décadas de 1950 e 1960.